# Cyrille Heymans
Cyrille Heymans, né le 4 mars 1986 à Luxembourg (ville), est un coureur cycliste luxembourgeois.

## Biographie
Jeune espoir luxembourgeois du sprint, il a une seule victoire dans sa carrière : le championnat national espoir en 2008. Fin 2011, il ne renouvelle pas son contrat avec l'équipe Differdange-Magic-SportFood.de et ne poursuit pas sa carrière de coureur.

## Palmarès
- 1997
  - 3e du championnat du Luxembourg sur route minimes
- 1998
  -  Champion du Luxembourg sur route minimes
- 1999
  -  Champion du Luxembourg sur route cadets
- 2000
  -  Champion du Luxembourg sur route cadets
- 2004
  - 2e du championnat du Luxembourg sur route juniors
- 2005
  -  Médaillé de bronze de la course en ligne aux Jeux des Petits États d'Europe
- 2007
  - 3e du championnat du Luxembourg du contre-la-montre espoirs
- 2008
  -  Champion du Luxembourg sur route espoirs

## Classements mondiaux
| Année           | 2007   | 2008 | 2009   | 2010 | 2011 |
| --------------- | ------ | ---- | ------ | ---- | ---- |
| UCI Asia Tour   |        | 316e |        |      | 222e |
| UCI Europe Tour | 1 260e |      | 1 079e |      |      |